# Yun Hyon-seok
Yun Hyon-seok (tiếng Hàn: 윤현석; Hanja: 尹賢碩; sinh ngày 7/8/1984 – mất ngày 26/4/2003) là nhà văn, nhà hoạt động xã hội người Hàn Quốc.
Anh đã tự tử năm 2003 trong cuộc đấu tranh chống lại tư tưởng ghê sợ đồng tính tại Hàn Quốc.